# Наґахама Хіросі
Наґахама Хіросі (яп. 长 滨 博 史, кириліз.: Наґахама Хіросі, латиніз. Nagahama Hiroshi, нар. 15 березня 1970) — японський аніматор і режисер. Він є найвідомішим за те, що режисерував аніме Mushishi.

## Роботи
- Fruits Basket (2001) (епізоди 18 і 25)
- Jubei-chan 2: Siberia Yagyuu no Gyakushuu (2004) (chief)
- Mushishi (2005)
- Detroit Metal City (2009)
- Квіти зла (2013)
- Mushishi: Zoku-Shō (2014)
- Uzumaki (2024, 1 серія)[3]